# Kantons van Frans-Guyana
Het Franse departement Frans-Guyana (973) heeft 19 kantons. Naar aanleiding van een wetsaanpassing van 27 juli 2011 voor de collectivités territoriales Frans-Guyana en Martinique is begin 2015 de bestuurlijke functie van deze kantons overgenomen door de 2 kiesdistricten (circonscriptions législatives) van Frans-Guyana.
| Arrondissement | Arrondissement          | Kanton | Kanton                     |
| -------------- | ----------------------- | ------ | -------------------------- |
| 1              | Cayenne                 | 1      | Approuague-Kaw             |
| 1              | Cayenne                 | 2      | Cayenne-Nord-Ouest         |
| 1              | Cayenne                 | 3      | Cayenne-Nord-Est           |
| 1              | Cayenne                 | 4      | Cayenne-Sud-Est            |
| 1              | Cayenne                 | 5      | Cayenne-Sud-Ouest          |
| 1              | Cayenne                 | 6      | Iracoubo                   |
| 1              | Cayenne                 | 7      | Kourou                     |
| 1              | Cayenne                 | 8      | Macouria                   |
| 2              | Saint-Laurent-du-Maroni | 9      | Mana                       |
| 1              | Cayenne                 | 10     | Rémire-Montjoly            |
| 1              | Cayenne                 | 11     | Roura                      |
| 1              | Cayenne                 | 12     | Saint-Georges-de-l'Oyapock |
| 2              | Saint-Laurent-du-Maroni | 13     | Saint-Laurent-du-Maroni    |
| 1              | Cayenne                 | 14     | Sinnamary                  |
| 1              | Cayenne                 | 15     | Montsinéry-Tonnegrande     |
| 2              | Saint-Laurent-du-Maroni | 16     | Maripasoula                |
| 1              | Cayenne                 | 17     | Cayenne-Centre             |
| 1              | Cayenne                 | 18     | Cayenne-Sud                |
| 1              | Cayenne                 | 19     | Matoury                    |